# Alexander Steen Olsen
Alexander Steen Olsen (18 augustus 2001) is een Noorse alpineskiër.

## Carrière
Olsen maakte zijn wereldbekerdebuut in februari 2021 in Bansko. In maart 2022 scoorde Noor in Courchevel, dankzij een tiende plaats, zijn eerste wereldbekerpunten. Op de wereldkampioenschappen alpineskiën 2023 in Courchevel eindigde hij als zevende op de parallelslalom en als 22e op zowel de slalom als de reuzenslalom, in de landenwedstrijd veroverde hij samen met Kristin Lysdahl, Thea Louise Stjernesund, Maria Therese Tviberg, Timon Haugan en Leif Kristian Nestvold-Haugen de zilveren medaille. Op 26 februari 2023 boekte Olsen in Palisades Tahoe zijn eerste wereldbekerzege.

## Resultaten

### Wereldkampioenschappen
| Jaar | Plaats             | Resultaten                                                                |
| ---- | ------------------ | ------------------------------------------------------------------------- |
| 2023 | Courchevel-Méribel | Landenwedstrijd · 7e Parallelreuzenslalom · 22e Slalom · 22e Reuzenslalom |
| 2025 | Saalbach           | DNF2 Reuzenslalom DNF1 Slalom                                             |

### Wereldbeker
Eindklasseringen
| Seizoen   | Algm | SL  | RS  |
| --------- | ---- | --- | --- |
| 2021/2022 | 113e | –   | 33e |
| 2022/2023 | 21e  | 9e  | 22e |
| 2023/2024 | 13e  | 22e | 6e  |
| 2024/2025 | 14e  | 26e | 4e  |

Wereldbekerzeges
| Datum            | Plaats          | Onderdeel    |
| ---------------- | --------------- | ------------ |
| 26 februari 2023 | Palisades Tahoe | Slalom       |
| 27 oktober 2024  | Sölden          | Reuzenslalom |
| 28 januari 2025  | Schladming      | Reuzenslalom |